# Mokimo
Le mokimo ou mukimo est un plat traditionnel du Kenya. On le retrouve surtout chez les kikuyuil et il accompagne généralement la viande de chèvre en sauce. C'est une purée de pommes de terres aux légumes dont la préparation peut varier selon les goûts de chacun. Sa préparation consiste à écraser des pommes de terre et des légumes verts ensemble. Au Kenya, le mukimo est principalement servi comme accompagnement. C'est un mets qui se consomme généralement pour les grandes occasions,,.  

## Composition
Pour faire le mokimo, on utilise des pommes de terre, une petite boîte de maïs, des petits pois, des épinards hachés, des oignons rouges, de l'huile d’olive, du sel et du poivre